# Cabbage Alley
Cabbage Alley è il quarto album dei The Meters, pubblicato dalla Reprise Records nel maggio del 1972.

## Tracce
Lato A
1. You've Got to Change (You've Got to Reform) – 5:11 (Leo Nocentelli, Joseph Modeliste)
2. Stay Away – 5:17 (Leo Nocentelli)
3. Birds – 4:22 (Neil Young)
4. The Flower Song – 4:48 (Leo Nocentelli)
5. Soul Island – 3:06 (Arthur Neville, George Porter, Joseph Modeliste, Leo Nocentelli)

Durata totale: 22:44
Lato B
1. Do the Dirt – 2:35 (Leo Nocentelli)
2. Smiling – 3:06 (Arthur Neville)
3. Lonesome and Unwanted People – 4:38 (Leo Nocentelli)
4. Gettin' Funkier All the Time – 3:17 (Leo Nocentelli, George Porter, Joseph Modeliste)
5. Cabbage Alley – 3:29 (Arthur Neville)

Durata totale: 17:05
Edizione CD del 2001, pubblicato dalla Rhino Entertainment Company (8122-73546-2)
1. You've Got to Change (You've Got to Reform) – 5:12 (Leo Nocentelli, Joseph Modeliste)
2. Stay Away – 5:19 (Leo Nocentelli)
3. Birds – 4:20 (Neil Young)
4. The Flower Song – 4:49 (Leo Nocentelli)
5. Soul Island – 3:07 (A. Neville, G. Porter, J. Modeliste, L. Nocentelli)
6. Do the Dirt – 2:33 (Leo Nocentelli)
7. Smiling – 3:06 (Arthur Neville)
8. Lonesome and Unwanted People – 4:36 (Leo Nocentelli)
9. Gettin' Funkier All the Time – 3:16 (L. Nocentelli, G. Porter, J. Modeliste)
10. Cabbage Alley – 3:27 (Arthur Neville)
11. Chug Chug Chug-A-Lug (Push and Shove) Part I – 3:27 (Joseph Modeliste, Leo Nocentelli) – Bonus Track
12. Chug Chug Chug-A-Lug (Push and Shove) Part II – 3:26 (Joseph Modeliste, Leo Nocentelli) – Bonus Track

Durata totale: 46:38

## Musicisti
- Arthur Art Neville - organo, pianoforte, campanaccio (cowbell), tamburello
- Arthur Art Neville - voce solista (brani: Birds, Do the Dirt e Lonesome and Unwanted People)
- Leo Nocentelli - chitarra, tambourine
- George Porter Jr. - basso
- Joseph Zig Modeliste - batteria, cowbell, woodblock, gourd

Musicisti aggiunti
- Cyril Neville - conga
- Squirrel - conga[1]